# Gubkinella
Gubkinella, en ocasiones erróneamente denominado Gubrinella, es un género de foraminífero bentónico de la subfamilia Pallaimorphininae, de la familia Chilostomellidae, de la superfamilia Chilostomelloidea, del suborden Rotaliina y del orden Rotaliida. Su especie tipo es Gubkinella asiatica. Su rango cronoestratigráfico abarca desde el Campaniense hasta el Maastrichtiense (Cretácico superior).

## Clasificación
Gubkinella incluye a las siguientes especies:
- Gubkinella asiatica †
- Gubkinella elongata †
- Gubkinella graysonensis †
- Gubkinella miranda †
- Gubkinella pulvinata †